# Enthauptungsbrücke
Die Enthauptungsbrücke (Onthoofdingsbrug oder Hoofdbrug) ist eine Brücke und ehemalige Hinrichtungsstätte in Gent.

## Geschichte
Seit 1371 wurden auf der mittelalterlichen Steinbrücke, die über die Leie führt und den Sint-Veerleplein mit der Burgstraat verbindet, Mörder und Vergewaltiger enthauptet. Die letzte Hinrichtung wurde im Jahr 1585 vorgenommen. Bis 1799 war die Brücke mit zwei Statuen geschmückt, die auf eine Sage zu der Enthauptungsbrücke hinwiesen:
1371 wurden ein Vater und sein Sohn zum Tode verurteilt, nachdem sie sich gegen den Grafen Lodewijk von Flandern aufgelehnt hatten. Dieser wollte ein grausames Experiment durchführen. Um herauszufinden, ob die Liebe von Eltern zu ihren Kindern größer ist oder die der Kinder zu ihren Eltern, stellte er die Verurteilten vor eine schwere Entscheidung: Wer von den beiden den anderen enthaupten würde, sollte selber am Leben bleiben. Daraufhin erklärte der Vater dem Sohn, er solle ihn hinrichten, um sein eigenes Leben, das aufgrund seiner Jugend mehr wert sei als das des Vaters, zu retten. Der Sohn erhob auf der Brücke tatsächlich das Schwert gegen den Vater, doch in dem Augenblick, als er zuschlagen wollte, zerbrach die Waffe. Daraufhin begnadigte der Graf sowohl den Vater als auch den Sohn.
Die beiden Standbilder zeigten, wie auf einem zeitgenössischen Kupferstich zu sehen ist, den Moment, in dem der Sohn, hinter dem knienden und offenbar an den Händen gefesselten Vater stehend, das Schwert erhebt. Den Statuen war eine erläuternde Inschrift beigegeben: „Ae Gandte le en Fant fraepe sae pere se Tacte desuu / Maies se Heppe rompe, si Grace de Dieu. MCCCLXXI.“ Sie wurden am Ende des 18. Jahrhunderts entfernt und sind offenbar nicht erhalten geblieben.
Albrecht Dürer, der Gent im April 1521 besuchte, sah die beiden Statuen bei seinem Besuch, vermerkte aber die Sage in seinem Reisetagebuch nur ungenau: „Auch sah ich auf der Brücke, wo man die Leute köpft, die zwei Ehrenbilder, die errichtet sind als ein Denkzeichen daran, dass ein Sohn seinen Vater geköpft hat.“